# 江田五月
江田五月（1941年5月22日—2021年7月28日）、日本政治人物、律師。曾擔任民進黨籍參議員（4期）、民進黨最高顧問和憲法調査會長。

## 簡歷
曾歷任參議院議長（第27代）、科學技術廳長官、法務大臣（第87代）、環境大臣（第16代）、衆議院議員（4期）、社會民主聯合代表、社會市民聯合代表、民主黨參議院議員會長等職。
江田五月是五十二年來首位非自民黨的參議院議長。
父親為曾代理日本社會黨委員長的前眾議院江田三郎。

## 荣誉

### 日本勋章奖章
- 桐花大绶章（2016年11月3日公布[1]）

## 外部連結
- 官方网站
- 民主党岡山県総支部連合会 （页面存档备份，存于）

| 議會席位          | 議會席位                                       | 議會席位          |
| ----------------- | ---------------------------------------------- | ----------------- |
| 前任： 扇千景     | 参議院議長 第27代：2007年 - 2010年             | 繼任： 西岡武夫   |
| 前任： 朝日俊弘   | 参議院懲罰委員長 2006年 - 2007年               | 繼任： 中曾根弘文 |
| 前任： 廣中和歌子 | 参議院国家基本政策委員長 第4代：2002年- 2003年 | 繼任： 角田義一   |
| 官衔              |                                                |                   |
| 前任： 松本龍     | 環境大臣 第16代：2011年                        | 繼任： 細野豪志   |
| 前任： 仙谷由人   | 法務大臣 第87代：2011年                        | 繼任： 平岡秀夫   |
| 前任： 渡辺省一   | 科学技術庁長官 第50代：1993年 - 1994年         | 繼任： 近江巳記夫 |
| 政党职务          |                                                |                   |
| 前任： 藁科満治   | 民主党参議院議員会長 第6代：2004年 - 2006年    | 繼任： 輿石東     |
| 前任： 田英夫     | 社会民主連合代表 第2代：1985年 - 1994年        | 繼任： 解散       |
| 前任： 江田三郎   | 社会市民連合代表 第2代：1977年 - 1978年        | 繼任： 解散       |